# 庫哈里 (伊萬基夫區)
50°48′49″N 29°35′34″E / 50.81361°N 29.59278°E
庫哈里（烏克蘭語：Кухарі）是位於烏克蘭北部的村莊，由基辅州维什霍罗德区的伊萬基夫市鎮負責管轄。該村始建於1697年，面積3.4平方公里，海拔高度123米，2001年該村落人口739。